# Xenotilapia boulengeri
Xenotilapia boulengeri är en fiskart som först beskrevs av Max Poll 1942.  Xenotilapia boulengeri ingår i släktet Xenotilapia och familjen Cichlidae. IUCN kategoriserar arten globalt som livskraftig. Inga underarter finns listade i Catalogue of Life.